# .NET Framework
O .NET Framework (pronuncia-se: dótnét) é uma iniciativa da empresa Microsoft, que visa uma plataforma única para desenvolvimento e execução de sistemas e aplicações. Todo e qualquer código gerado para .NET pode ser executado em qualquer dispositivo que possua um framework de tal plataforma. Com ideia semelhante à plataforma Java, o programador deixa de escrever código para um sistema ou dispositivo específico, e passa a escrever para a plataforma .NET. Aplicações escritas para ele funcionam em um ambiente de software controlado, em oposição a um ambiente de hardware, através de uma máquina virtual de aplicação.
O .NET Framework consiste de dois componentes principais, é executada sobre uma Common Language Runtime - CLR (Ambiente de Execução Independente de Linguagem) interagindo com um Framework Class Library - FCL (Conjunto de Bibliotecas Unificadas). Ele permite executar diversas linguagens permitindo grande interoperabilidade entre elas. O CLR fornece gerenciamento de memória, controle de exceção, interoperabilidade, manipulação de processamento paralelo e concorrente, reflexão, segurança, serviços de compilação para a arquitetura específica, entre outros. A FCL oferece APIs para UI de console, acesso a dados, conectividade com banco de dados, redes, web, criptografia, acesso aos serviços do sistema operacional, estruturas de dados e algoritmos diversos, facilidades para a linguagem e muito mais.
Primeiramente, só era disponível no Windows, como uma plataforma de código fechado, mas o código fonte foi liberado. Em 2014, o desenvolvimento começou no .NET Core, uma plataforma aberta do .NET que poderia rodar em Linux e MacOS. Existem várias variações da plataforma, como .NET Compact Framework, .NET Micro Framework e Silverlight. Em novembro de 2020, o .NET Core foi renomeado para simplesmente .NET, porém o .NET Framework terá suporte permanente no Windows 10.

## Arquitetura
Esta CLR é capaz de executar através da Common Language Infrastructure, uma grande quantidade de linguagens de programação, interagindo entre si como se fossem uma única linguagem.
Algumas linguagens são:
| - APL - Boo - Clarion - COBOL - Component Pascal - C# - C++ - F# | - Eiffel - Forth - Fortran - Haskell - Java - JScript - J# - Lua | - Mercury - Piet - Oberon - Delphi - Oz - Pascal - Perl - PowerBuilder | - PowerShell - Python - RPG - Ruby - Scheme - SmallTalk - Standard ML - Visual Basic - xBase |

Esta plataforma permite a execução, construção e desenvolvimento de Web Services (Aplicações Web) de forma integrada e unificada.
Originalmente a plataforma .NET baseia-se em um dos princípios utilizados na tecnologia Java (Just In Time Compiler - JIT), os programas desenvolvidos para ela são compilados duas vezes, uma na distribuição (gerando um código que é conhecido como "bytecodes") e outra na execução.
Um programa é escrito em qualquer das linguagens de programação disponíveis para a plataforma, o código-fonte gerado pelo programador é então compilado pela linguagem escolhida gerando um código intermediário em uma linguagem chamada CIL (Common Intermediate Language).
Este novo código fonte gera um arquivo assembly, de acordo com o tipo de projeto:
- EXE - Arquivos Executáveis, Programas
- DLL - Biblioteca de Funções
- ASPX - Página Web
- ASMX - Web ServiceDiagrama de funcionamento da infraestrutura do .Net

Diagrama de funcionamento da infraestrutura do .Net

No momento da execução do programa ele é novamente compilado, desta vez pelo compilador JIT, de acordo com a utilização do programa, por exemplo: Temos um Web Site desenvolvido em ASP.NET, ao entrar pela primeira vez em uma página o JIT irá compila-la, nas outras vezes que algum outro usuário acessar esta página, ele usará esta compilação.
Também é possível, através de ferramentas específicas, "pré-compilar" o código para que não se tenha o custo da compilação JIT durante a execução.
O fato desta arquitetura utilizar a CIL gera uma possibilidade pouco desejada entre os criadores de software que é a de fazer a "engenharia reversa", ou seja, a partir de um código compilado, recuperar o código original. Isto não é uma ideia agradável para as empresas que sobrevivem da venda de softwares produzidos nesta plataforma.
Por causa disso, existem ferramentas que "ofuscam" o código CIL, trocando nomes de variáveis, métodos, interfaces e etc para dificultar o trabalho de quem tentar uma engenharia reversa no mesmo.
Para melhorar a performance de execução é possível gerar um código nativo após instalado com o NGEN (Gerador de Imagem Nativa). Este NGEN é uma ferramenta que melhora o desempenho de aplicativos gerenciados. Ngen.exe cria imagens nativas, que são arquivos que contém o código de máquina específico do processamento compilado e as instala no cache de imagem nativa do computador local. O tempo de execução pode usar imagens nativas do cache em vez de usar o compilador JIT (Just-In-Time) para compilar o assembly original.
Hoje, através do .NET Native, é possível gerar um executável diretamente para a arquitetura e plataforma que irá rodar obtendo o melhor dela.

## Versões
| Versão | Versão CLR | Data lançamento | Visual Studio               | Incluso no             | Incluso no                             | Substitui |
| Versão | Versão CLR | Data lançamento | Visual Studio               | Windows                | Windows Server                         | Substitui |
| ------ | ---------- | --------------- | --------------------------- | ---------------------- | -------------------------------------- | --------- |
| 1.0    | 1.0        | 2002-02-13      | Visual Studio .NET          | XP[a]                  | —                                      | —         |
| 1.1    | 1.1        | 2003-04-24      | Visual Studio .NET 2003     | —                      | 2003                                   | 1.0       |
| 2.0    | 2.0        | 2005-11-07      | Visual Studio 2005          | —                      | 2003, 2003 R2, 2008 SP2, 2008 R2 SP1   | —         |
| 3.0    | 2.0        | 2006-11-06      | Expression Blend[b]         | Vista                  | 2008 SP2, 2008 R2 SP1                  | 2.0       |
| 3.5    | 2.0        | 2007-11-19      | Visual Studio 2008          | 7, 8[c], 8.1[c], 10[c] | 2008 R2 SP1                            | 2.0, 3.0  |
| 4.0    | 4          | 2010-04-12      | Visual Studio 2010          | —                      | —                                      | —         |
| 4.5    | 4          | 2012-08-15      | Visual Studio 2012          | 8                      | 2012                                   | 4.0       |
| 4.5.1  | 4          | 2013-10-17      | Visual Studio 2013          | 8.1                    | 2012 R2                                | 4.0, 4.5  |
| 4.5.2  | 4          | 2014-05-05      | —                           | —                      | —                                      | 4.0–4.5.1 |
| 4.6    | 4          | 2015-07-20      | Visual Studio 2015          | 10                     | —                                      | 4.0–4.5.2 |
| 4.6.1  | 4          | 2015-11-30      | Visual Studio 2015 Update 1 | 10 v1511               | —                                      | 4.0–4.6   |
| 4.6.2  | 4          | 2016-08-02      |                             | 10 v1607               | —                                      | 4.0–4.6.1 |
| 4.7    | 4          | 2017-04-05      | Visual Studio 2017          | 10 v1703               | N/A                                    | 4.0-4.6.2 |
| 4.8    | 4          | 2019-04-18      | Visual Studio 2019          | 10 v1903               | 2019, 2016, 2012, 2012 R2, 2008 R2 SP1 | 4.0-4.7   |

### .NET Framework 4
O .NET Framework 4 melhorou, alguns pontos do Framework anterior, como por exemplo:
- Aplicações legadas podem continuar rodando no release anterior do Framework, para não haver problemas de compatibilidade
- Possui Background Garbage Collection
- Tem suporte para aplicações Multitouch
- Consegue fazer uso das novas funcionalidades do Windows 7

Para desenvolvedores web, algumas das melhorias que são encontradas na nova versão do Framework:
- Pré-carregamento da sua aplicação
- A utilização de Routing no ASP.NET para Web Forms
- Controle/Redução de ViewState
- A utilização do padrão MVC